# Tlatilco

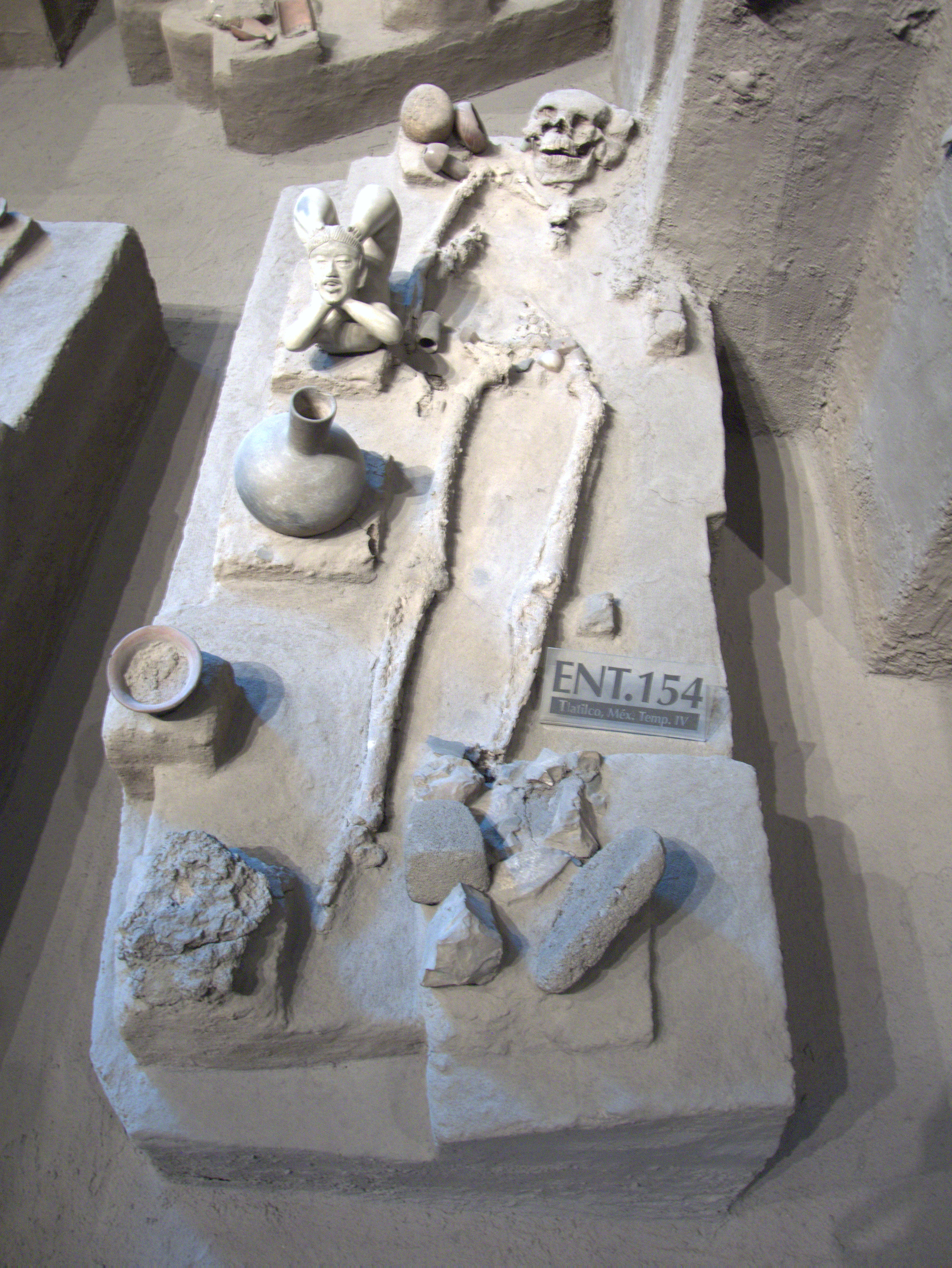
Rekonstrukcja pochówku z Tlatilco

Tlatilco – prekolumbijskie stanowisko archeologiczne, położone na zachodnich przedmieściach współczesnego miasta Meksyk.
Położone nad brzegiem nieistniejącego obecnie jeziora Texcoco stanowisko zostało odkryte w 1936 roku przez robotników kopiących glinę do wyrobu cegieł. Prace archeologiczne, prowadzone pod nadzorem Instituto Nacional de Antropología e Historia, miały miejsce w latach 1942, 1947–1951, 1955 i 1962–1969. Rozwijające się w okresie ok. 1200–900 p.n.e. Tlatilco było dużą wioską, obejmującą powierzchnię 65 hektarów. Miejscowa ludność mieszkała w niewielkich lepiankach, przypuszczalnie wznoszonych na platformach okładanych gliną, w pobliżu których znajdowały się dzwonowate jamy pełniące funkcję magazynów. Na stanowisku odkryto kilkaset pochówków zawierających bogate wyposażenie grobowe w postaci wyrobów ceramicznych, przede wszystkim figurek. Figurki te przedstawiają m.in. tancerzy i akrobatów, kobiety niosące dzieci i psy, a także osoby z defektami fizycznymi.